# 前田利広
前田 利広（まえだ としひろ）は、上野国七日市藩の第3代藩主。七日市藩前田家3代。

## 略歴
第2代藩主・前田利意の長男。
正保2年（1645年）9月19日、七日市で生まれる。貞享2年（1685年）、父の死去により家督を継ぎ、藩主となる。元禄元年（1688年）、大坂御加番代を務めた。元禄6年（1693年）7月9日、49歳で死去し、跡を長男の利慶が継いだ。
『土芥寇讎記』に拠れば、女性に溺れることもなく、「善ありて悪なし」の「誉の将」とされている。その評価は「父親と比べて抜群に良い」「父親と違って浪費しない」とされている。

## 系譜
父母
- 前田利意（父）

正室
- 三浦安次の娘

子女
- 前田利慶（長男）
- 前田利英（次男）